# Универзијада
Универзијада је међународно мултиспортско такмичење, које под покровитељством Међународног олимпијског комитета (МОК) организује Међународни студентска спортска федерација (енгл. International University Sports Federation - FISU), на којима учествују студенти спортисти. Често се називају и Светске студентске игре World Student Games односно World University Games. Право учешћа имају редовни студенти факултета и високих школа, а то важи и годину дана после дипломирања, уз услов да нису старији од 28 ни млађи од 17 година.
Универзијада се организује сваке друге године, и то Летња и Зимска универзијада. Прва Летња универзијада одржана је 1959. у Торину, Италија а Прва зимска 1960. у Шамонију Француска. Игре се одржавају сваке две године. До 1978 су одржаване наизменично Летња непарним, а Зимска парним годинама, да би од 1981 почеле да се одржавају исте године, непарним годинама да се не подударају са Олимпијским играма.

## Историја

### Летње универзијаде
Претече савремених универзијада били су Прве међународне студентске спортске игре у Паризу 1923, чији је оснивач био Жан Птижан (Jean Petitjean). Игре је требало да се зову Универзитетска олимпијада, али је председник МОК-а Пјер де Кубертен забранио (ставио вето) на овај назив тврдећи да се атрибут „олимпијски“ може користити само за Олимпијске игре. 
Међународне студентске спортске игре после Париза одржане су и у Варшави 1924, Риму 1927, Паризу 1928, Дармштату 1930, Торину 1933, Будимпешти 1935, Паризу 1937. и Монаку 1939.
После Другог светског рата игре су обновљене 1947. када су у Паризу одржане Прве светске студентске летње спортске игре у организацији Међународног савеза студената (ИУС) чије је седиште било у Прагу.
Под утицајем Хладног рата 1948. формира се нова организација Међународна федерација универзитетског спорта (ФИСУ) чији су оснивачи били чланови 19 западноевропских земаља, а прикучиле су се и неке земље Јужне Америке и Азије.
Од 1949. године две студентске федерације организују своје игре - ИУС 1949. у Будимпешти, 1951. у Берлину и 1954. у Будимпешти, а ФИСУ Спортске летње недеље ФИСУ: 1949. у Мерану, 1951. у Луксембургу, 1953. у Дортмунду и 1955. у Сан Себастијану.
Од одржавања одвојених игара одустају обе федерације 1957. и заједно учествују на Универзитетским играма Париза (30. август - 8. септембар 1957) организованим поводом 50-годишњице Националне уније студената Париза познате под именом „Игре уједињења“. Након две године у Торину одржана је у организацији ФИСУ прва Летња универзијада.

### Зимске универзијаде
Као и код летњих претеча су биле Међународне студентске зимске спортске игре одржане 1928. године у Кортини д'Ампецо у Италији. Пре Другог светског рата одржане су и зимске игре у Давосу 1930, Бардонекији 1933, Санкт Морицу 1935. Цел ам Зеу 1937. и Трондхајму 1939.
Међународни савез студената (ИУС) обновио је зимске игре 1947. у Давосу, Расцепом у светском студентском покрету Међународна федерација универзитетског спорта (ФИСУ) организује Зимске недеље ФИСУ 1951. у Бадгаштајну, 1953. у Санкт Морицу, 1955. на Јахорини, 1957. у Обермергау и 1959. у Цел ам Зеу. Међународни савез студената (ИУС) је одржао своје зимске игре у Појани Брашов 1951, Земерингу 1953. и Закопанима 1956.
Уједињењем раздвојених студентских организација у ФИСУ 1959, Прва зимска универзијада одржана је у Шамонију 1960. године.

## Спортови
Број спортова и на летњим и на зимским се често мењао. Ево спортова Летње Универзијаде 2007. године.
| 1. Атлетика 2. Бадминтон 3. Водени спортови Ватерполо Пливање Скокови у воду 4. Гимнастика Спортска гимнастика Ритмичка гимнастика 5. Голф 6. Мачевање 7. Кошарка - мушки Кошарка - жене |  | 8. Одбојка - мушки Одбојка - жене 9. Софтбол 10. Стони тенис 11. Стрељаштво Пушка и пиштољ Сачмара 12. Теквондо 13. Тенис 14. Фудбал - мушки Фудбал - жене 15. Џудо |

Спортови зимских универзијада:
- Алпско скијање
- Биатлон
- Брзо клизање
- Карлинг
- Нордијско скијање
- Скијашки скокови
- Сноуборд
- Уметничко клизање
- Хокеј на леду

## Места одржавања Универзијада
| Година | Игре   | Летње универзијаде               | Игре   | Зимске универзијаде           |
| ------ | ------ | -------------------------------- | ------ | ----------------------------- |
| 1959.  | I      | Торино, Италија                  |        | —                             |
| 1960.  |        | —                                | I      | Шамони, Француска             |
| 1961.  | II     | Софија, Бугарска                 |        | —                             |
| 1962.  |        | —                                | II     | Вилар, Швајцарска             |
| 1963.  | III    | Порто Алегре, Бразил             |        | —                             |
| 1964.  |        | —                                | III    | Шпиндлерув Млин, Чехословачка |
| 1965.  | IV     | Будимпешта, Мађарска             |        | —                             |
| 1966.  |        | —                                | IV     | Сестријере, Италија           |
| 1967.  | V      | Токио, Јапан                     |        | —                             |
| 1968.  |        | —                                | V      | Инзбрук, Аустрија             |
| 1970.  | VI     | Торино, Италија                  | VI     | Рованијеми, Финска            |
| 1972.  |        | —                                | VII    | Лејк Плесид, Сједињене Државе |
| 1973.  | VII    | Москва, Совјетски Савез          |        | —                             |
| 1975.  | VIII   | Рим, Италија                     | VIII   | Ливињо, Италија               |
| 1977.  | IX     | Софија, Бугарска                 |        | —                             |
| 1978.  |        | —                                | IX     | Шпиндлерув Млин, Чехословачка |
| 1979.  | X      | Мексико сити, Мексико            |        | —                             |
| 1981.  | XI     | Букурешт, Румунија               | X      | Хака, Шпанија                 |
| 1983.  | XII    | Едмонтон Канада                  | XI     | Софија, Бугарска              |
| 1985.  | XIII   | Кобе, Јапан                      | XII    | Белуно, Италија               |
| 1987.  | XIV    | Загреб, СФРЈ                     | XIII   | Штрпске Плесо, Чехословачка   |
| 1989.  | XV     | Дуизбург, Западна Немачка        | XIV    | Софија, Бугарска              |
| 1991.  | XVI    | Шефилд, Уједињено Краљевство     | XV     | Сапоро, Јапан                 |
| 1993.  | XVII   | Бафало, Њујорк, Сједињене Државе | XVI    | Закопане, Пољска              |
| 1995.  | XVIII  | Фукуока, Јапан                   | XVII   | Хака, Шпанија                 |
| 1997.  | XIX    | Палермо, Италија                 | XVIII  | Муџу, Јужна Кореја            |
| 1999.  | XX     | Палма де Мајорка, Шпанија        | XIX    | Попрад, Словачка              |
| 2001.  | XXI    | Пекинг, Кина                     | XX     | Закопане, Пољска              |
| 2003.  | XXII   | Даегу, Јужна Кореја              | XXI    | Тарвизио, Италија             |
| 2005.  | XXIII  | Измир, Турска                    | XXII   | Инзбрук / Зефелд, Аустрија    |
| 2007.  | XXIV   | Бангкок, Тајланд                 | XXIII  | Торино, Италија               |
| 2009.  | XXV    | Београд, Србија                  | XXIV   | Харбин, Кина                  |
| 2011.  | XXVI   | Шенџен, Кина                     | XXV    | Ерзурум, Турска               |
| 2013.  | XXVII  | Казањ, Русија                    | XXVI   | Трентино, Италија1            |
| 2015.  | XXVIII | Квангџу, Јужна Кореја            | XXVII  | Гранада, Шпанија              |
| 2017.  | XXIX   | Тајпеј, Република Кина2          | XXVIII | Алмати, Казахстан             |
| 2019.  | XXX    | Напуљ, Италија3                  | XXIX   | Краснојарск, Русија           |
| 2021.  | XXXI   | Ченгду, Кина                     | XXX    | Луцерн, Швајцарска            |
| 2023.  | XXXII  | Јекатеринбург, Русија            | XXXI   | Лејк Плесид, Сједињене Државе |

Напомене:
1 Трентино је био домаћин уместо Марибора, који је одустао од домаћинства због финансијских проблема.
2 Република Кина (познатије као Тајван) због компликованих односа са Народном Републиком Кином је призната под именом Кинески Тајпеј од стране ФИСУ и већина међународних организација.
3 Због финансијских проблема Бразилија одустала од домаћинства.